# Der Kampf (1967)
Der Kampf (Originaltitel: The Long Duel) ist ein britischer Spielfilm in Farbe aus dem Jahr 1967 von Ken Annakin. Das Drehbuch verfasste Peter Yeldham. Es beruht auf einer Erzählung des indischen Schriftstellers Ranveer Singh. In den Hauptrollen sieht man Yul Brynner, Trevor Howard und Harry Andrews. Seine Uraufführung erlebte das Werk am 27. Juli 1967 in London. In der Bundesrepublik Deutschland hatte es seine Kino-Premiere am 12. Oktober 1967.  

## Handlung
Indien unter britischer Kolonialmacht:

Die Internierung der Bhanta-Nomaden durch die britische Militärpolizei lässt ihren Stammesfürsten Sultan zum Freiheitskämpfer werden. In der Nacht nach der Deportation bricht er mit seinen Kriegern aus und flüchtet, unterstützt von der einheimischen Bevölkerung, in das Himalayagebirge. Die Kette von Sultans Beutezügen reißt nicht ab. Fort-Captain Stafford, der auch die Internierung befahl, wird mit dem Problem nicht mehr fertig. Sein Amtsvorgänger, Polizeioffizier Young, ein Anhänger der Anthropologie, soll ihm mit einer Spezialtruppe helfen. Stafford sabotiert jeden Versuch Youngs, den Konflikt friedlich beizulegen. Er stellt Sultan Fallen, ohne seiner habhaft zu werden. Doch die Kämpfe bringen beiden Seiten große Verluste. 
Young trifft sich heimlich mit Sultan, um ihn zur Aufgabe zu bewegen und weiteres Blutvergießen zu verhindern; doch dieser ist nicht dazu bereit. Bei einem weiteren Gefecht wird er verwundet, übergibt Young seinen Sohn und erschießt sich, bevor Stafford ihn festnehmen kann.

## Kritik
Der Evangelische Film-Beobachter fasst seine Meinung so zusammen: „Dieser Film ist ein Beispiel für ideologische Irreführung des Zuschauers und bietet damit neben (indischer) Wildwest-Unterhaltung reichlich Gesprächsstoff.“ Das Lexikon des internationalen Films bemerkt lapidar, bei dem Film handle es sich um einen aufwendig ausgestatteten und teuer besetzten Abenteuerfilm.

## Weblink
- Der Kampf bei IMDb